# بانكوفتسي
بانكوفتسي (بالبلغارية: Банковци)‏ قرية تقع إدارياً ضمن مقاطعة غابروفو في بلغاريا. ويبلغ عدد سكانها 17 نسمة حسب تعداد 15 مارس 2015. تعتمد بانكوفتسي للبريد على الرمز البريدي 5300.